# Wyznaję
Wyznaję (ang. I Confess) – amerykański film z 1953 roku, którego reżyserem i producentem był Alfred Hitchcock. Film bazuje na francuskiej sztuce Paula Anthelme Bourde pod tytułem Nos Deux Consciences, którą Hitchcock zobaczył w 1930 roku. Scenariusz do filmu napisał George Tabori.

## Opis fabuły

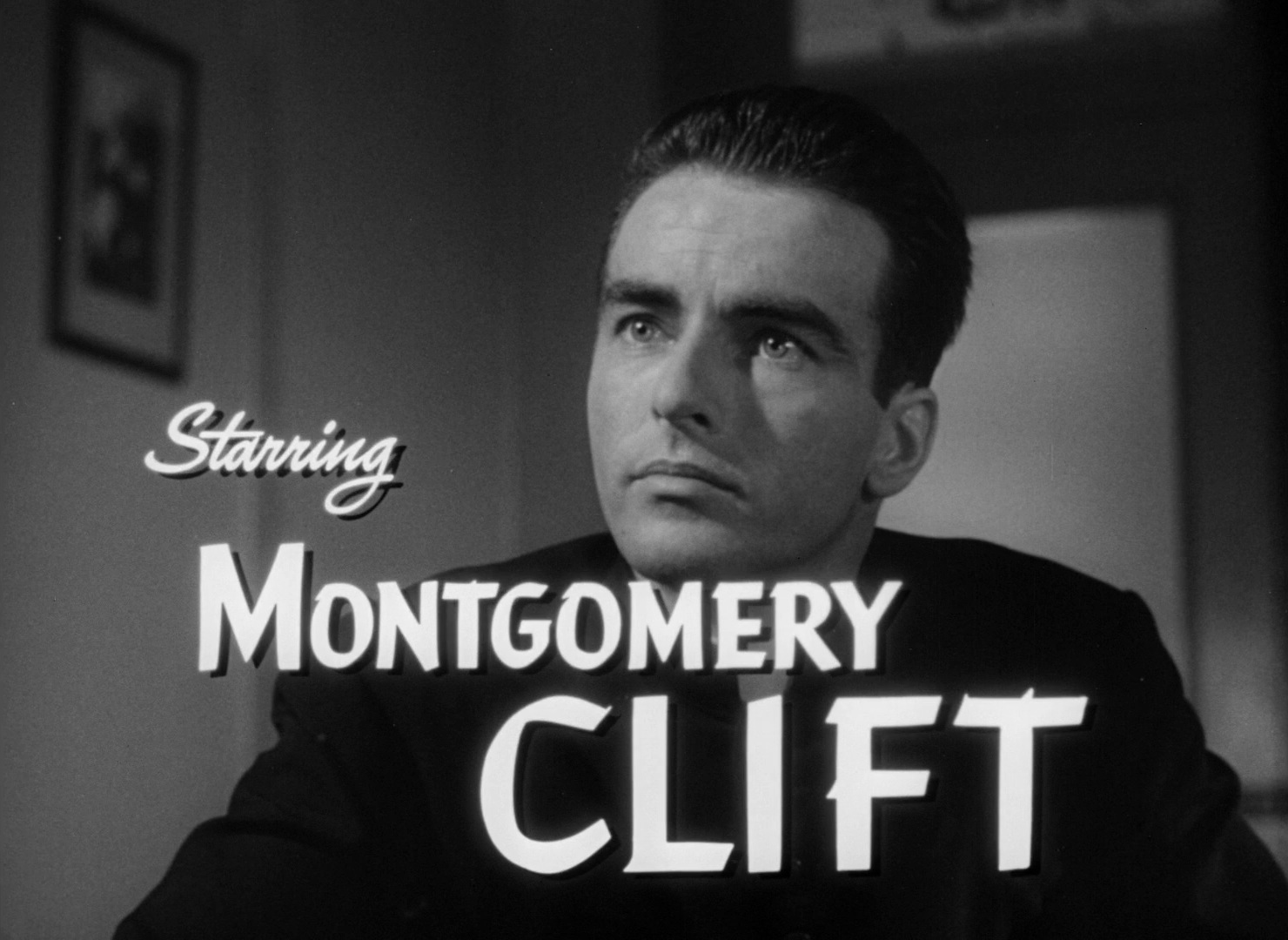
Kadr ze zwiastuna filmu Wyznaję

Otto Kellar i jego żona Alma pracują jako dozorca i gospodyni w katolickim kościele w Quebec. Pewnego dnia Otto okrada dom, w którym czasami pracuje jako ogrodnik. W czasie napadu zabija właściciela. Po tym zdarzeniu spowiada się młodemu księdzu. Dzień później ksiądz zostaje zauważony w okolicy ograbionego domu i posądzony o dokonanie morderstwa. Nie może on jednak zdradzić tajemnicy spowiedzi.

## Obsada
- Montgomery Clift – ojciec Michael William Logan
- Anne Baxter – Ruth Grandfort
- Karl Malden – inspektor Larrue
- Brian Aherne – Willy Robertson
- Roger Dann – Pierre Grandfort
- Dolly Haas – Alma Keller
- Charles Andre – ojciec Millars
- O.E. Hasse – Otto Keller

## Nagrody
- 1953: nominacja – Złota Palma. Udział w konkursie głównym, Alfred Hitchcock.